# St. Josef (Köniz)

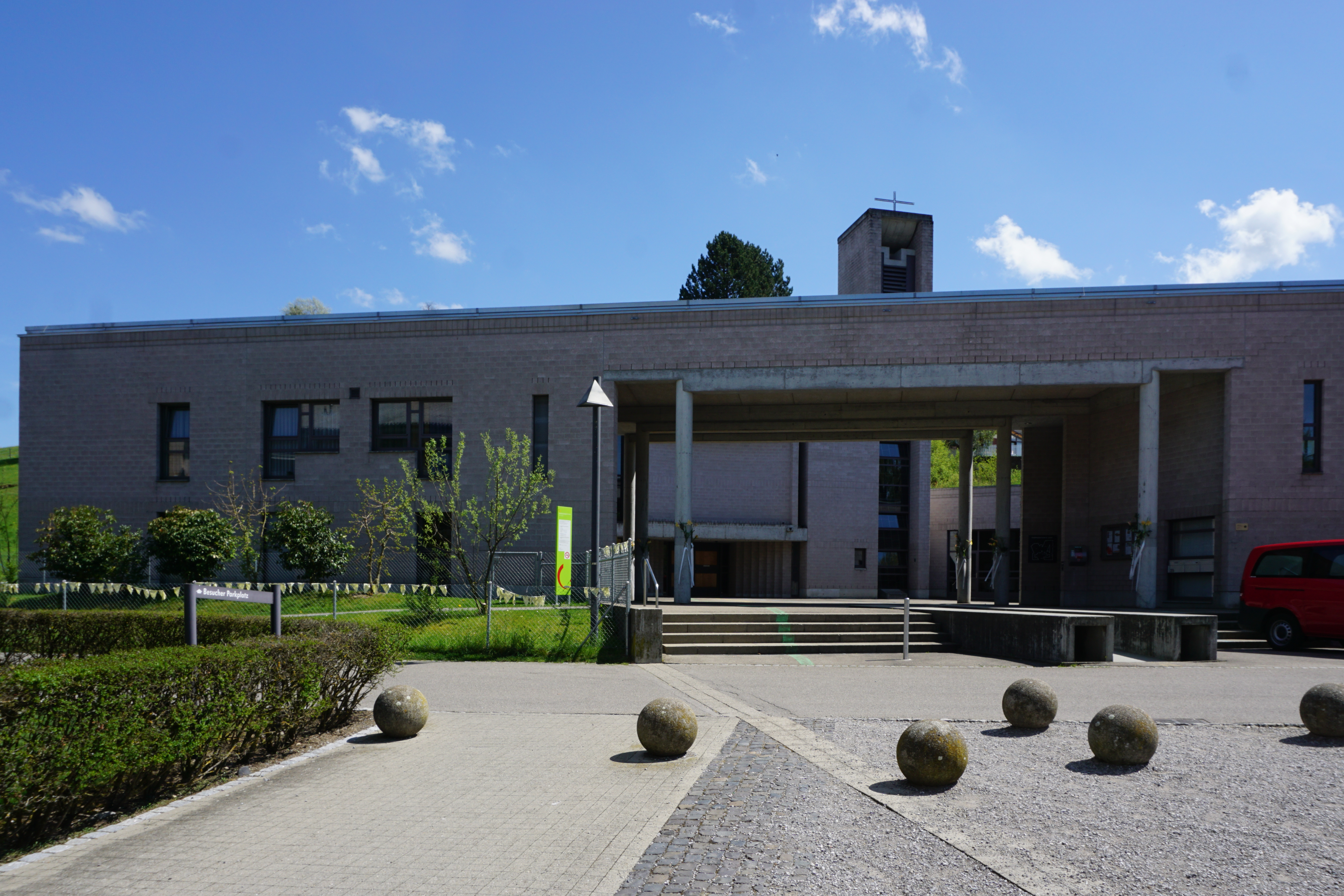
Kirchenzentrum St. Josef vom Dorfplatz

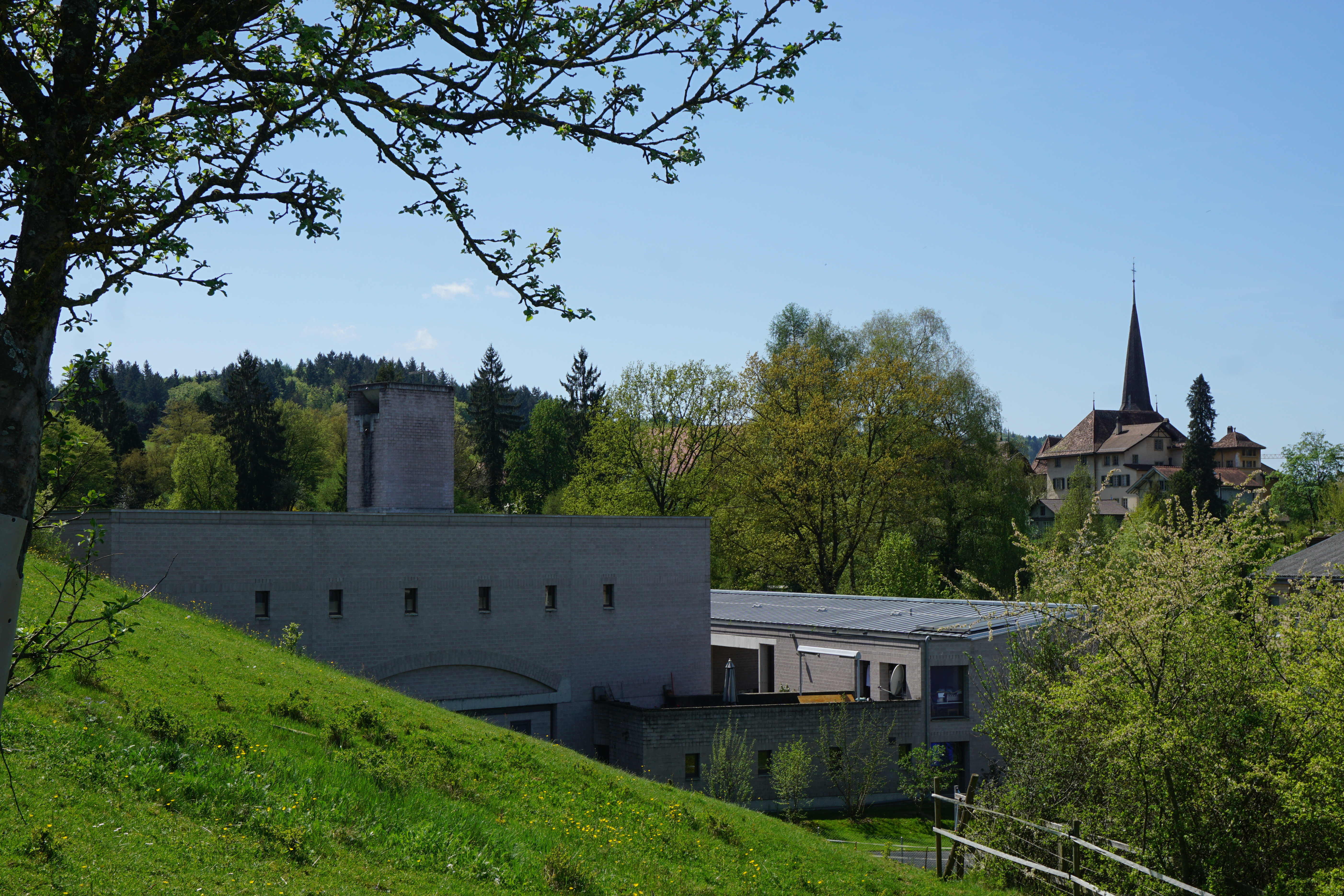
St. Josef, von oben mit Schloss im Hintergrund

Die Kirche St. Josef ist die römisch-katholische Pfarrkirche der Kirchgemeinde St. Josef in Köniz. Sie wurde 1990–1991 an der Stapfenstrasse 25 als Ersatz der zu klein gewordenen Kirche am Feldeggweg gebaut.

## Geschichte und Pfarreistruktur
Köniz und das Schwarzenburgerland gehörten seit deren Gründung 1936 zur Pfarrei St. Antonius in Bümpliz. Der Weg über den Pfaffensteig durch den Könizbergwald zur Kirche in Bümpliz wurde den Könizern bald zu beschwerlich. Einige Frauen und Männer der Gemeinde gelangten an den Dekan von Bern mit der Bitte, dass Gottesdienste auch in Köniz gehalten werden sollten. Dank der freundlichen Gastfreundschaft der evangelischen Kirche durften die Katholiken erstmals am 5. März 1939 ein Kirchenlokal am Dianaweg mitbenutzen. Die Platzverhältnisse dort wurden mit der Zeit immer prekärer, deshalb baute man eine eigene Kirche an der Feldeggstrasse, die am 30. April 1950 durch Bischof Franziskus von Streng eingeweiht wurde. 1955 fand die offizielle Gründung der Pfarrei statt, und ihr erster Pfarrer, Johann Hänggi, trat sein Amt an. Mit Beschluss des Grossen Rats des Kantons Bern wurde 1966 die römisch-katholische Kirchgemeinde St. Josef Köniz – St. Michael Wabern geschaffen. Zum 1. Juli 1976 trennten sich St. Michael und St. Josef zu eigenen Pfarreien. Mit Grossratsbeschluss vom 6. Juni 2012 wurden die geografischen Grenzen der Pfarrei neu festgelegt. Die Grenzen der Kirchgemeinde umfassen nur Teile der Einwohnergemeinde Köniz. Das sind neben dem Dorf Köniz die Einwohnergemeinden Guggisberg, Oberbalm, Rüschegg und Schwarzenburg. Die angrenzenden Gebiete sind den Nachbarpfarreien St. Michael (Wabern), St. Antonius (Bern-Bümpliz) und Dreifaltigkeit Bern zugeteilt.

## Erste Kirche
Der Bauplatz von 2'000 m² an der Ecke Feldeggstrasse/Schlossstrasse wurde im Frühjahr 1946 von der Gesamtkirchgemeinde Bern für 50'000 Franken erworben. Am 10. Oktober 1948 unterbreitete der beauftragte Architekt Alban Gerster der Gesamtkirchgemeinde einen Plan zur Genehmigung. Die ortsansässigen Gemeindemitglieder konnten ihre Ansicht zu dem nach ihrer Meinung zu klein geplanten Bau nicht durchsetzen, der Plan wurde verwirklicht. Der Grundstein der Kirche wurde am 21. August 1949 gelegt, und am 30. April 1950 fand die Einweihung durch den Bischof Franziskus von Streng statt. Der Saalbau mit eingezogenem rechteckigen Chor und angebauter Sakristei hatte unter der Empore den Beichtstuhl und die Taufkapelle. Die Kirchenbänke standen beidseitig des Mittelgangs auf Holzböden. Die gesamte Inneneinrichtung mussten die Könizer Katholiken selbst besorgen. Aus der damals angeschafften Einrichtung ist eine Marienstatue des Künstlers Hans von Matt aus Stans in die zweite Kirche übernommen worden. Bis zum 3. März 1991 diente die einfach gebaute Kirche der stark angewachsenen Gemeinde. Sie wurde verkauft und abgerissen. Auf dem Grundstück entstanden Wohnbauten.

## Die neue Kirche
Bereits 1965 befasste sich der Kirchgemeinderat mit der Suche nach einem Grundstück für einen Kirchenneubau. Am 8. März 1981 genehmigten die Stimmbürger den Kauf des Terrains an der Stapfenstrasse für 1'190'000 Franken. Aus den eingereichten acht Projekten wurde das Projekt der Architekten Hansueli Jörg und Hans Martin Sturm aus Langnau ausgewählt. Trotz einiger Proteste verschiedener Art wurde am 24. Mai 1987 der Baukredit von 7,9 Millionen Franken von der Gesamtkirchgemeinde genehmigt. Ende 1988 bewilligte die Gemeinde Köniz das Baugesuch, allerdings zunächst wegen Einsprachen ohne Turm. Der wurde dann in reduzierter Ausbildung bewilligt und ebenso, sechzehn Monate später, die drei Glocken.
Mit dem ersten Spatenstich am 5. Februar 1989 begannen die Bauarbeiten, der Grundstein wurde am 2. September 1989 gelegt. Der Glockenaufzug war am 3. März 1991 und am 10. März 1991 die Einweihung der Kirche.

## Baubeschreibung
Das Kirchenzentrum St. Josef ist als winkelförmiger Rahmenbau im ausgehenden Köniztal am Hügelfuss des Gurtenausläufers gebaut. Die Kirche ist nach der traditionellen Regel gegen Osten ausgerichtet. Der Gemeindesaal ist abgewinkelt direkt zur Kirche angeschlossen. Im Dreieck zwischen Kirche und Saalgebäude ist die Taufkapelle als eigenständiger Rundbau eingefügt. Pfarrhaus, Unterrichtsräume und Pfarramt bilden die südwestliche Umfassung und die mit einem Zwischendach verbundene Sakristanenwohnung die nordwestliche Ecke des Areals.
Das Gebäudeensemble haben die Architekten Hansueli Jörg und Martin Sturm unter das klösterliche Thema «intra murum» gestellt. Vom Dorfplatz her betritt man unter dem mit vorgespannten Betonträgern getragenen flachen Überbrückungsdach den Kirchenhof. Die Höhendifferenz wird mit vier Stufen und einer als Gestaltungselement ausgebildeten Rollstuhlrampe überwunden. Die Gebäude sind als Sichtmauerwerk mit Betonsteinen ausgeführt. Ein wesentliches Bauelement sind bei der Hauptfront und innen über den Seitenschiffen breite Segmentbögen, deren Druck durch Beton-Zugbalken aufgenommen wird. Dieses Motiv verweist mit dem Sichtmauerwerk und der gesamten Anlagenkomposition auf den amerikanischen Architekten Louis I. Kahn.

### Innenraum und künstlerische Ausstattung

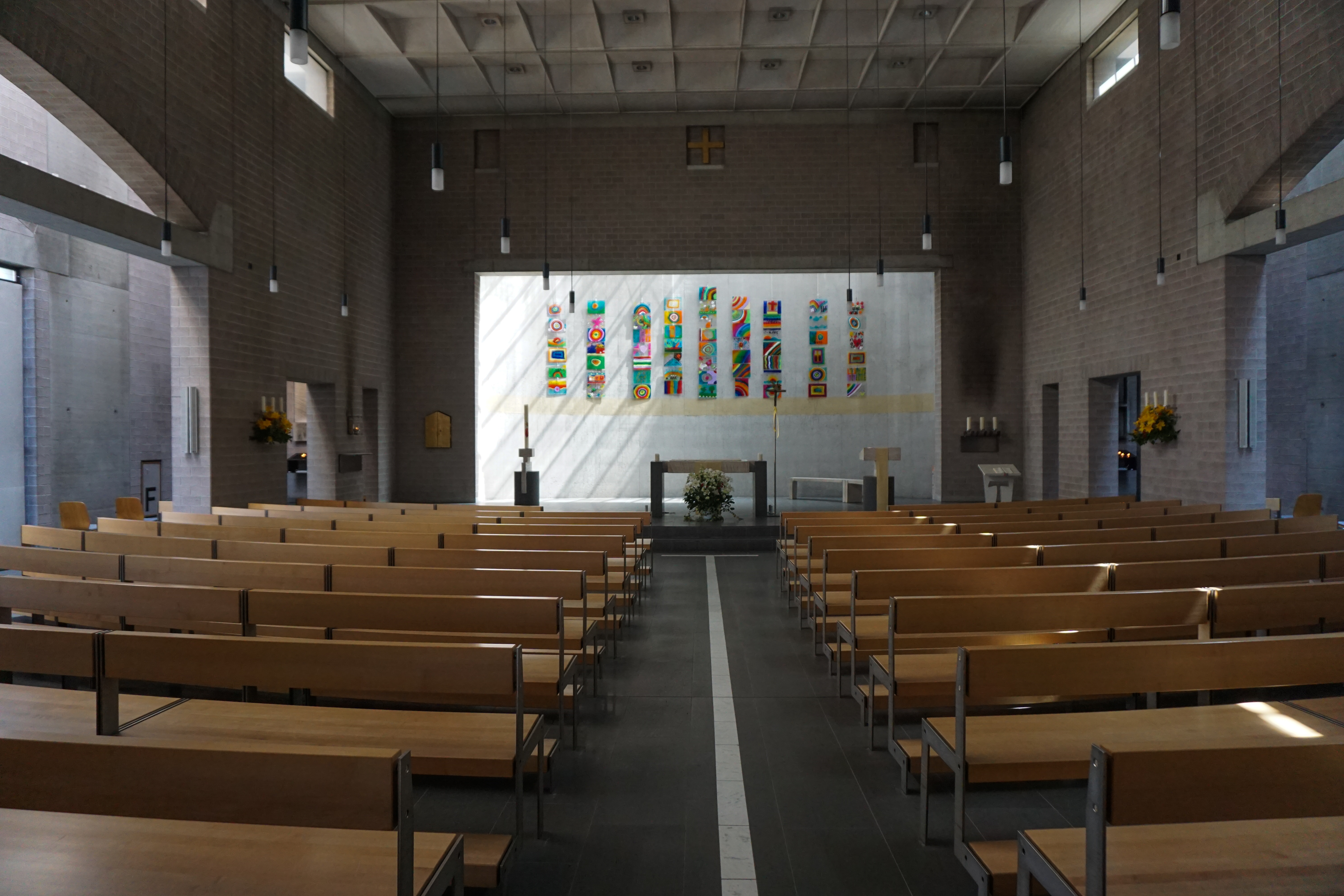
Innenraum der Kirche

Schmale Seitenschiffe erhalten von oben und hinten Tageslicht. Der leicht erhöhte Altarraum wird durch indirektes Licht von oben aufgehellt. Seine leicht konkave Rückwand erinnert an eine Staumauer gegen den dahinter ansteigenden Berg. Im rechten Seitenschiff befindet sich die eng und hoch wirkende Marien- oder Geburtskapelle mit der von Hans von Matt geschaffenen, vergoldeten Madonna. Im linken Seitenschiff als Pendant dazu die Totengedenkstätte mit einer zerrissenen Platte als symbolisches Zeichen der Endlichkeit des menschlichen Daseins. Unter dem Bogen der rechten Seite kann der mit einer mobilen und farbig bemalten Wand abgetrennte Vorraum zum Gemeindesaal geöffnet und der Kirchenraum dadurch erweitert werden. Ebenfalls ist von dort die in blauer Farbe gehaltene Taufkapelle zugänglich. In halbrunder Anordnung sind die Kirchenbänke beidseits des Mittelgangs angeordnet. Ein gelber Farbstreifen zieht sich quer über die Altarrückwand als Symbol der Verbindung zwischen Geburt und Taufe, Leben und Tod. Der Altar steht wie das Lesepult und der Kerzenständer auf kubischen Sockelelementen aus dunklem Gestein, in denen jeweils die helle Altarplatte, das Pult oder der Kerzenhalter, gleich einer traditionellen Holzverbindung, eingefügt sind. Von der Altarmitte zur Eingangspforte ist ein weisser Streifen im Basaltsteinboden eingelassen. Mit den Farben Blau für den Himmel im rechten Bereich, Gelb für die Erde und Grün für den Frühling und die Hoffnung auf der linken Seite sind meditative Anregungen gegeben.
Elementare Grundbedürfnisse des Menschen prägen die Kirchenanlage: Licht das von oben kommt; Wasser das aus einer Quelle ins Taufbecken und in gerader Linie unterirdisch zum nahen Sulgenbach geleitet wird; Brot vom Altar, eine gerade Linie führt zum alten Backofenhaus auf dem Dorfplatz; Türen, der Treppenaufgang mit der Rollstuhlrampe in der Mitte zum Kirchenhof mit Zugang zu allen Räumen und der wie bei romanischen Portalen nach innen gestufte Eingang zur Kirche. Von Beginn der Planung an, waren der Künstler Kurt Sigrist für die bildhauerischen Arbeiten und der Maler Godi Hirschi für die Farbgestaltung eng mitbeteiligt; ihre Handschrift ist deutlich zu erkennen.

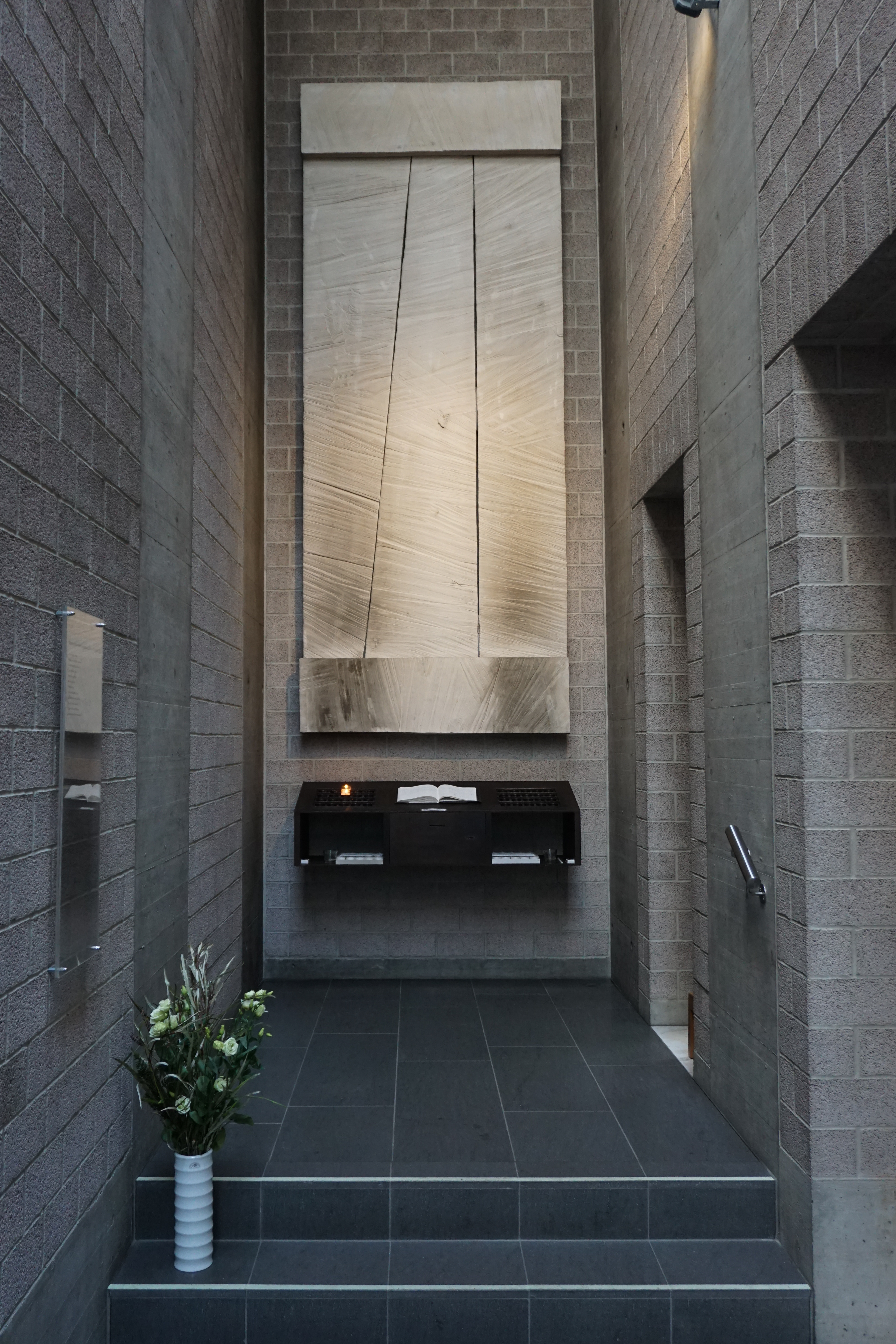
Totengedenkstätte
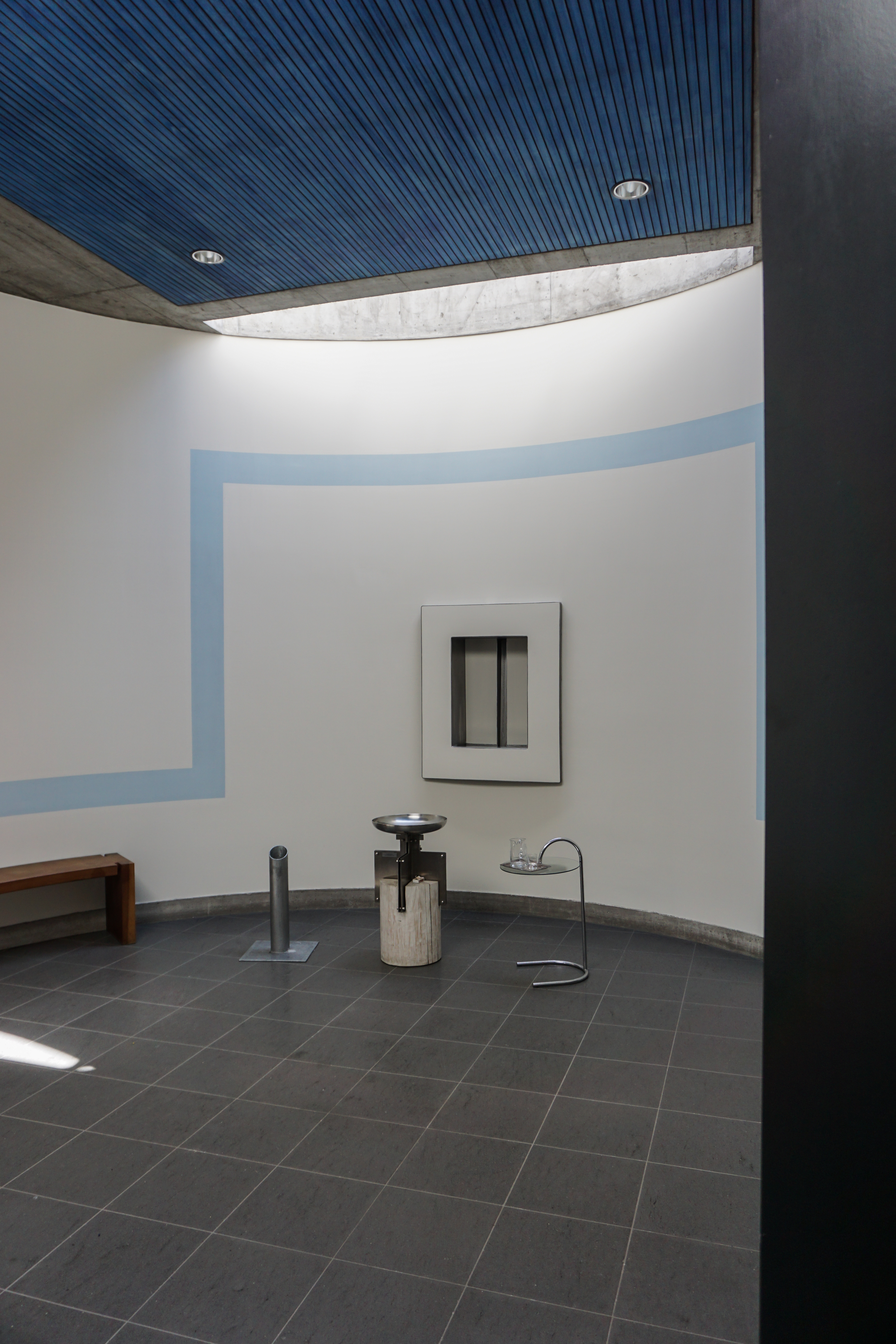
Taufkapelle
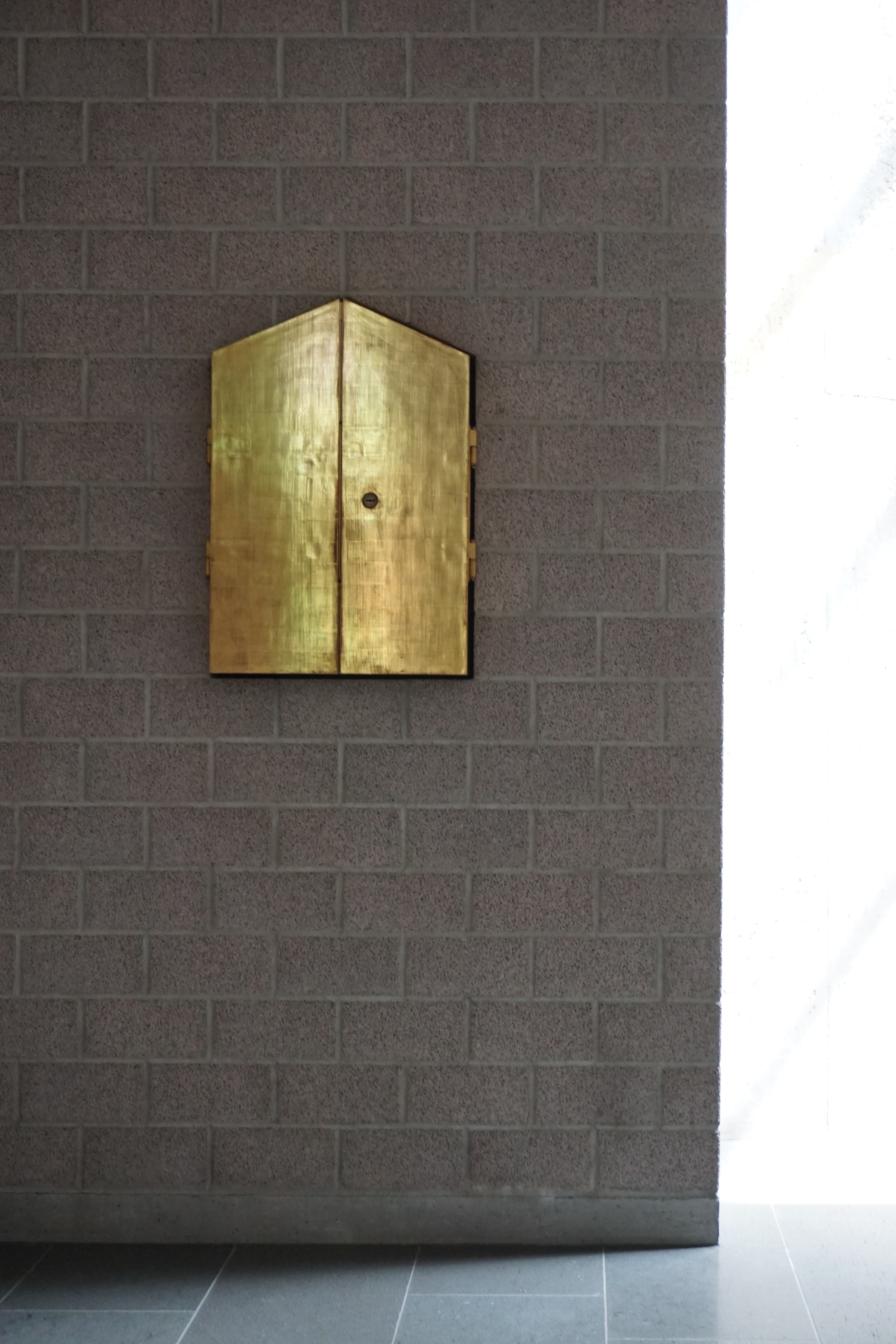
Sakramentshaus
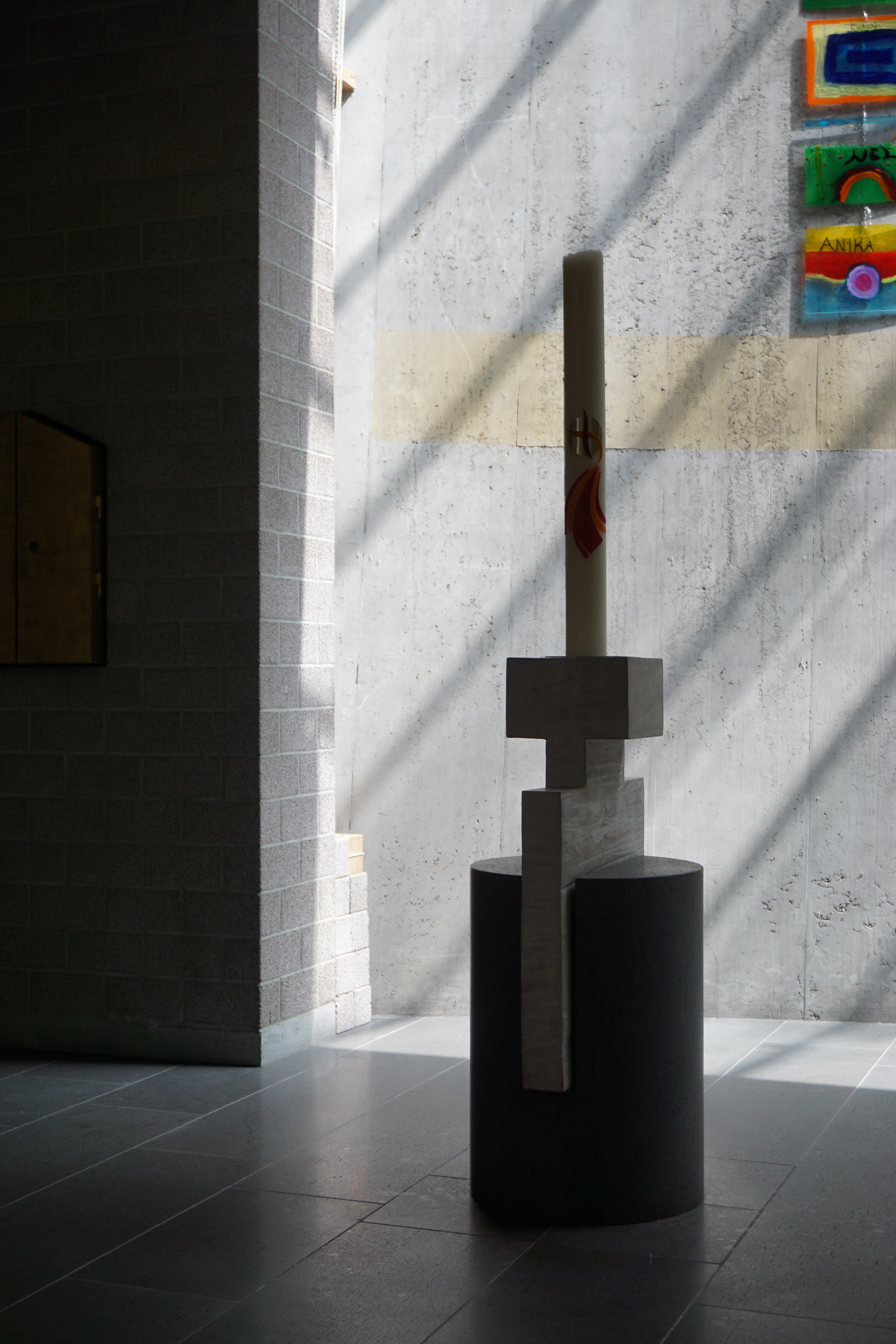
Kerzenständer

### Glocken

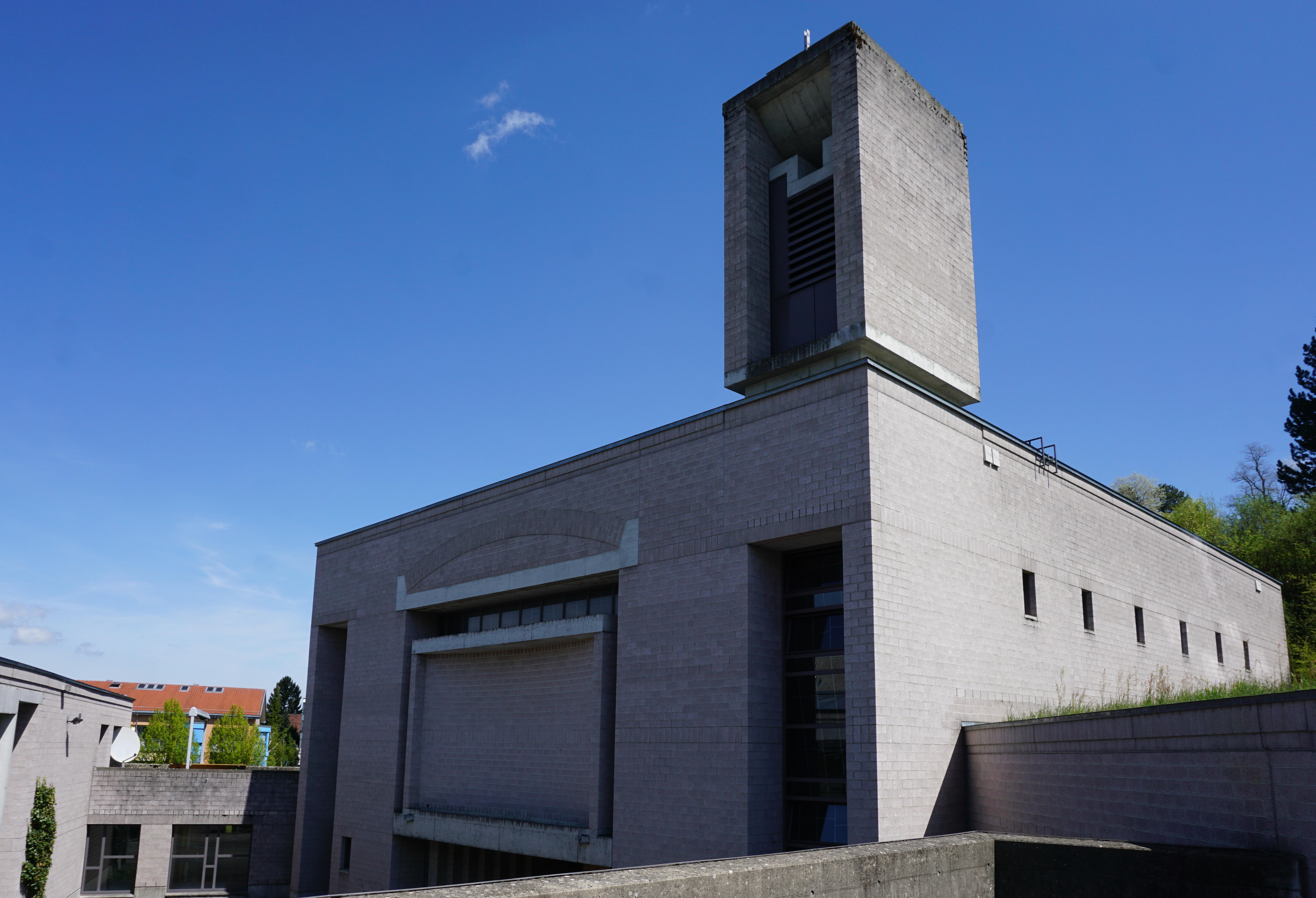
Kirche mit niedrigem Glockenträger

Die drei Glocken auf dem niedrigen Glockenträger sind auf das Geläut der nahen reformierten Kirche abgestimmt und wurden von Gemeindemitgliedern und der Einwohnergemeinde gestiftet. Sie tragen zeitgemässe Namen.
- Gerechtigkeitsglocke, b‘, 400 kg, «Die Himmel sollen Deine Gerechtigkeit künden» (Psalm 50.6)
- Friedensglocke, as‘, 500 kg, «Friede, Friede den Nahen und den Fernen – spricht der Herr» (jes.57.19)
- Schöpfungsglocke, f‘, 900 kg, «Am Anfang schuf Gott Himmel und Erde» (Gen 1.1)

### Orgel

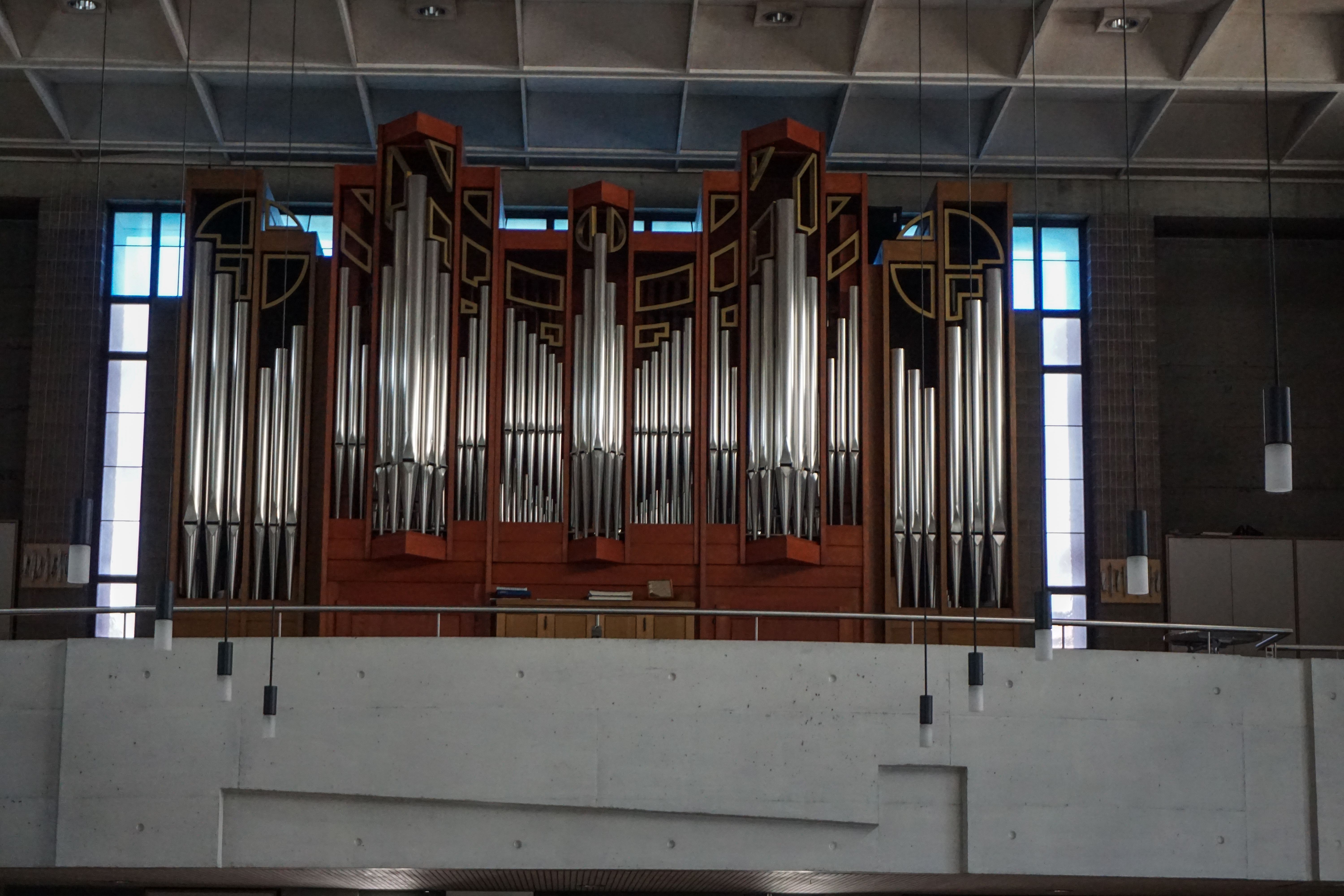
Orgel

Die neue Orgel auf der Empore wurde am 22. Oktober 1992 eingeweiht.

## Besonderes
Bereits beim Bau wurde auf ein umweltverträgliches Konzept gesetzt. Mit einem doppelwandigen Mauerwerk, der Vermeidung von toxischen Substanzen, einem Grasdach über dem Saal, dem Anschluss an das Fernwärmesystem des Schulzentrums und der Umgebungsgestaltung mit einheimischen Pflanzen wurden erste Massnahmen verwirklicht. Eine Arbeitsgruppe wurde gegründet mit dem Ziel, 10 % Energieeinsparung zu bewirken, und zusätzlich wurden auf dem Dach der Sakristanenwohnung Sonnenkollektoren zur Warmwasseraufbereitung installiert. Zur laufenden Überwachung und Verbesserung besteht seit Ende 2014 die Arbeitsgruppe Schöpfungsverantwortung St. Josef, in der Vertreter von Kirchgemeinderat und Pfarreirat sowie Gemeindemitglieder und der Umweltbeauftragte der «oeku Kirche und Umwelt» beteiligt sind. In der Folge erhielt die Pfarrei am 1. Mai 2016 das Zertifikat «Grüner Güggel», das mit dem Zertifikat ISO 14000 vergleichbar ist.